# Nallo Mazzocchi Alemanni
Nallo Mazzocchi Alemanni (1889 – 1967) è stato un economista, agronomo e urbanista italiano. Nella sua vita si interessò principalmente di economia rurale e agraria, e lavorò all'interno di molti consorzi di bonifica.
Fu molto impegnato nel campo della cosiddetta "colonizzazione rurale", cioè l'eliminazione del latifondismo e lo spostamento dei contadini nelle campagne, ai fini di un incremento della produttività agricola. Nel corso della sua vita intrattenne rapporti con esponenti della scuola agronomica italiana ed europea. Fu inoltre uno dei fondatori dell'Istituto Nazionale di Urbanistica e nel 1940 divenne direttore dell'Ente per la colonizzazione del latifondo siciliano. Fu anche consigliere della Cassa del Mezzogiorno e della Svimez.
La sua famiglia ereditò dall'antica famiglia Leoni (che ne era in possesso sin dal Medioevo) il Castello di Campi, a Campi (Todi). 
Suo figlio Muzio (1920-2013) fu bibliotecario, filologo e dirigente della Olivetti. Suo nipote Marco (1948) è stato diplomatico e ambasciatore europeo.
L'Associazione Nazionale per gli Interessi del Mezzogiorno d'Italia (ANIMI) possiede l'Archivio Nallo Mazzocchi Alemanni, contenente parecchio materiale inedito sull'economista rurale.

## Opere di Nallo Mazzocchi Alemanni
- Nallo Mazzocchi Alemanni, L'Angolà e il suo divenire : impressioni di un viaggio nell'Africa Occidentale Portoghese, collana Rassegna italiana, Roma, 1924.
- Capitolo "Il problema del Giuba", di Nallo Mazzocchi Alemanni, contenuto nel libro di  Cantalupo, E. De Agostini, Emanuele De Cillis, F. Cavazza, M. Gorini, Armando Maugini, E. Queirolo, N. Mazzocchi-Alemanni e G. Ghig, “Libro Per le nostre colonie, a cura di Istituto Agricolo Coloniale Italiano di Firenze, Firenze, Vallecchi Editore, 1927.[2]
- Nallo Mazzocchi Alemanni, L'acqua come "risolvente" nelle colonizzazioni dell'A.O.I., Roma, Sindacato Naz. Fascista Tecnici Agricoli, 1936.
- Nallo Mazzocchi Alemanni, Problemi dell'impero: la colonizzazione demografica, Roma, Carlo Colombo, 1938.
- Nallo Mazzocchi Alemanni, La conquista rurale dell'Agro pontino, estratto da "La Conquista della terra" rassegna dell'Opera nazionale per i Combattenti N. 10-11, ottobre-novembre 1937-XVI, Roma, Carlo Colombo, 1938.
- Nallo Mazzocchi Alemanni, Scritti vari di politica agraria, 1939.
- Nallo Mazzocchi Alemanni e Arrigo Serpieri, Lo Stato fascista e i rurali, collana Panorami di vita fascista, Milano, A. Mondadori, 1935.
- Nallo Mazzocchi Alemanni, L'assalto al latifondo siciliano, primo anno d'azione: rapporto al ministro dell'agricoltura, Roma, Ministero dell'agricoltura e delle foreste: Ente di colonizzazione del latifondo siciliano, 1941.
- Nallo Mazzocchi Alemanni, La redenzione del latifondo siciliano, Milano, A. Mondadori, 1942.
- Nallo Mazzocchi Alemanni, La "sistemazione del terreno" nell'Italia meridionale, 1942?.
- Nota introduttiva scritta da Nallo Mazzocchi Alemanni nel libro di  Emilio Zanini, La *conservazione dei foraggi nei sili (Ministero dell'agricoltura e delle foreste, Ente di colonizzazione del latifondo Siciliano), Palermo, Tipografia Ires, 1942.
- Nallo Mazzocchi Alemanni, Direttive di massima del piano di trasformazione fondiaria del Tavoliere, Roma, Carlo Colombo, 1946.
- Nallo Mazzocchi Alemanni, La riforma agraria, Asti, Arethusa, 1955.
- Nallo Mazzocchi Alemanni, La bonifica della Valle del Liri: piano generale e direttive della trasformazione fondiaria, Napoli, Istituto Editoriale del Mezzogiorno, 1956.
- Nallo Mazzocchi Alemanni, Problemi posti dalla storia alla agricoltura italiana, Roma, 1963.
- Nallo Mazzocchi Alemanni, Piano regolatore per la utilizzazione irrigua delle acque umbre, Roma, OTI, 1963.
- Nallo Mazzocchi Alemanni, L'anima del latifondo siciliano nella poesia di Alessio Di Giovanni, Caltanissetta-Roma, 1964.
- Nallo Mazzocchi Alemanni, Scritti vari di politica agraria, Milano, A. Giuffrè, 1958.
- Nallo Mazzocchi Alemanni, La depressione meridionale e la Cassa per il Mezzogiorno (con particolare riguardo al settore agricolo), collana Problemi dell'agricoltura meridionale, Napoli, Istituto Editoriale del Mezzogiorno.